# Hystrix duthiei
Hystrix duthiei là một loài thực vật có hoa trong họ Hòa thảo. Loài này được (Stapf) Bor mô tả khoa học đầu tiên năm 1940.

## Hình ảnh

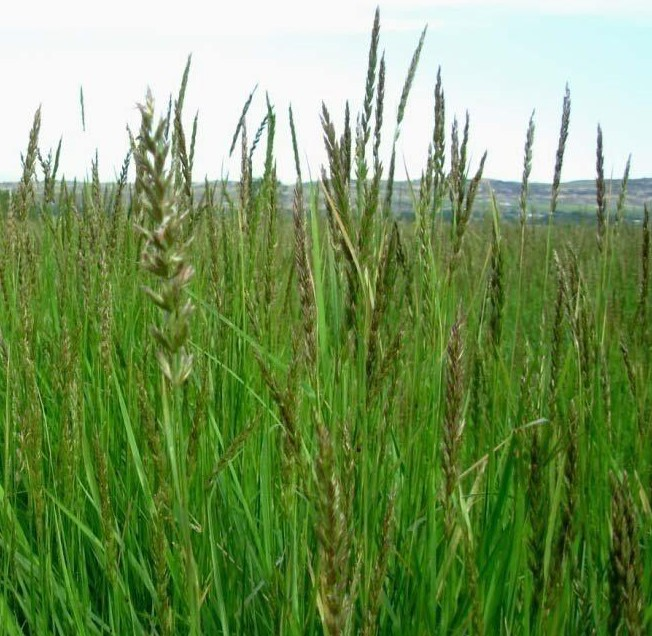
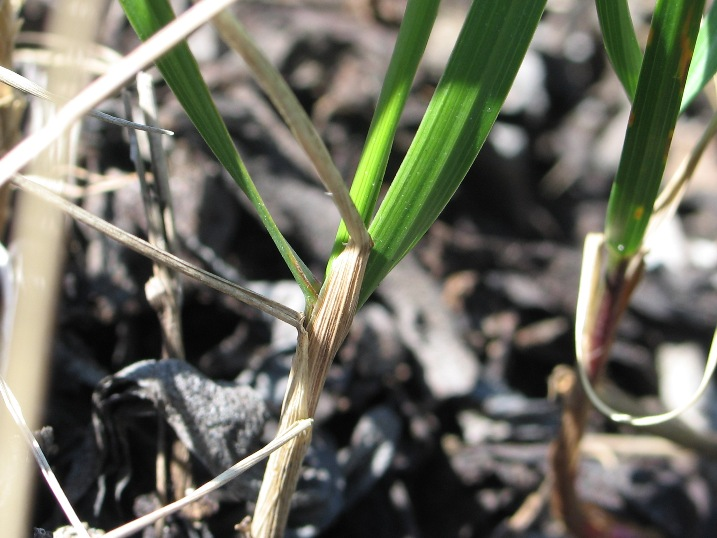
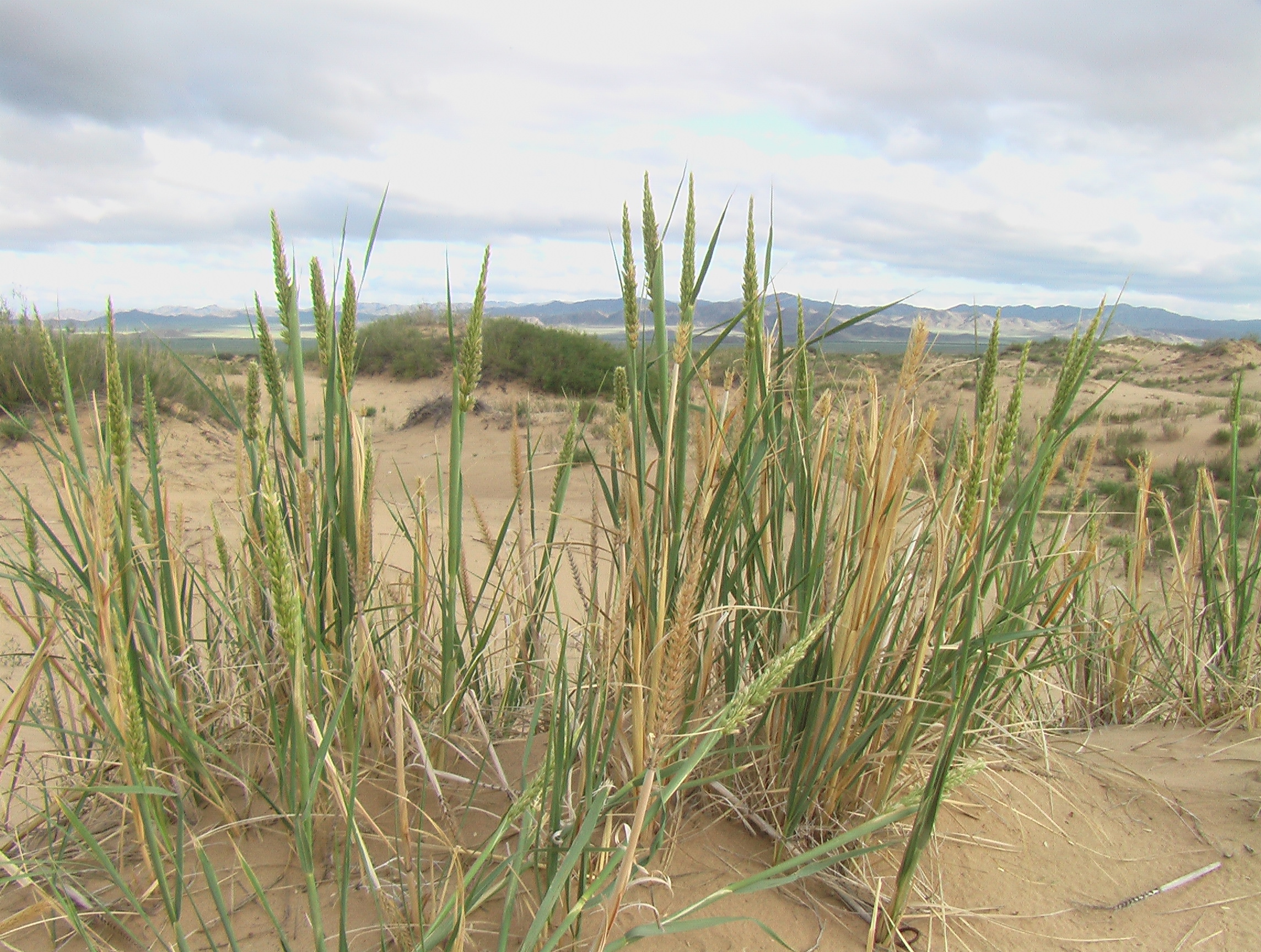